# الکساندر شیبایف (بازیکن تنیس روی میز)
الکساندر شیبایف (انگلیسی: Alexander Shibaev؛ زادهٔ ۹ سپتامبر ۱۹۹۰) بازیکن تنیس روی میز اهل روسیه است. 
وی در مسابقات کشوری و بین‌المللی در مجموع برنده ۱ مدال نقره شده‌است.